# University of Montana Western

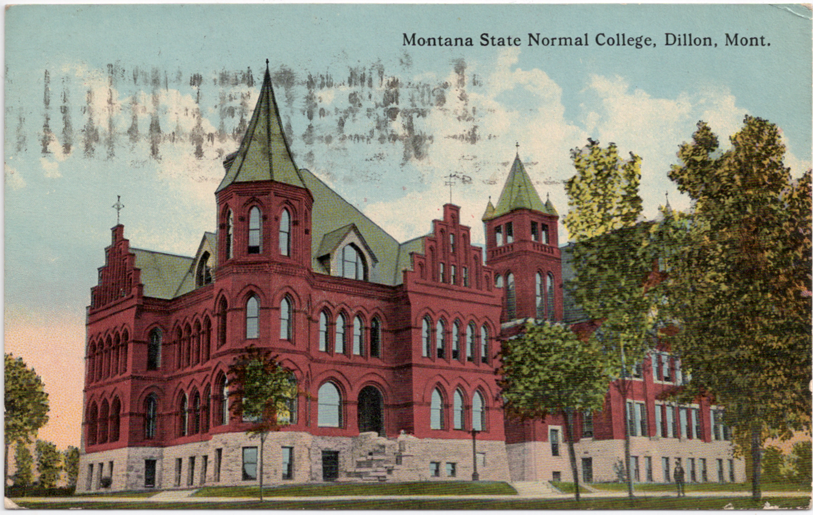
Western Montana State College, vers 1914.

A University of Montana Western, antigo Western Montana State College é uma  universidade pública  situada em Dillon no estado de Montana. Ela faz parte do Montana University System.